# 健身步道

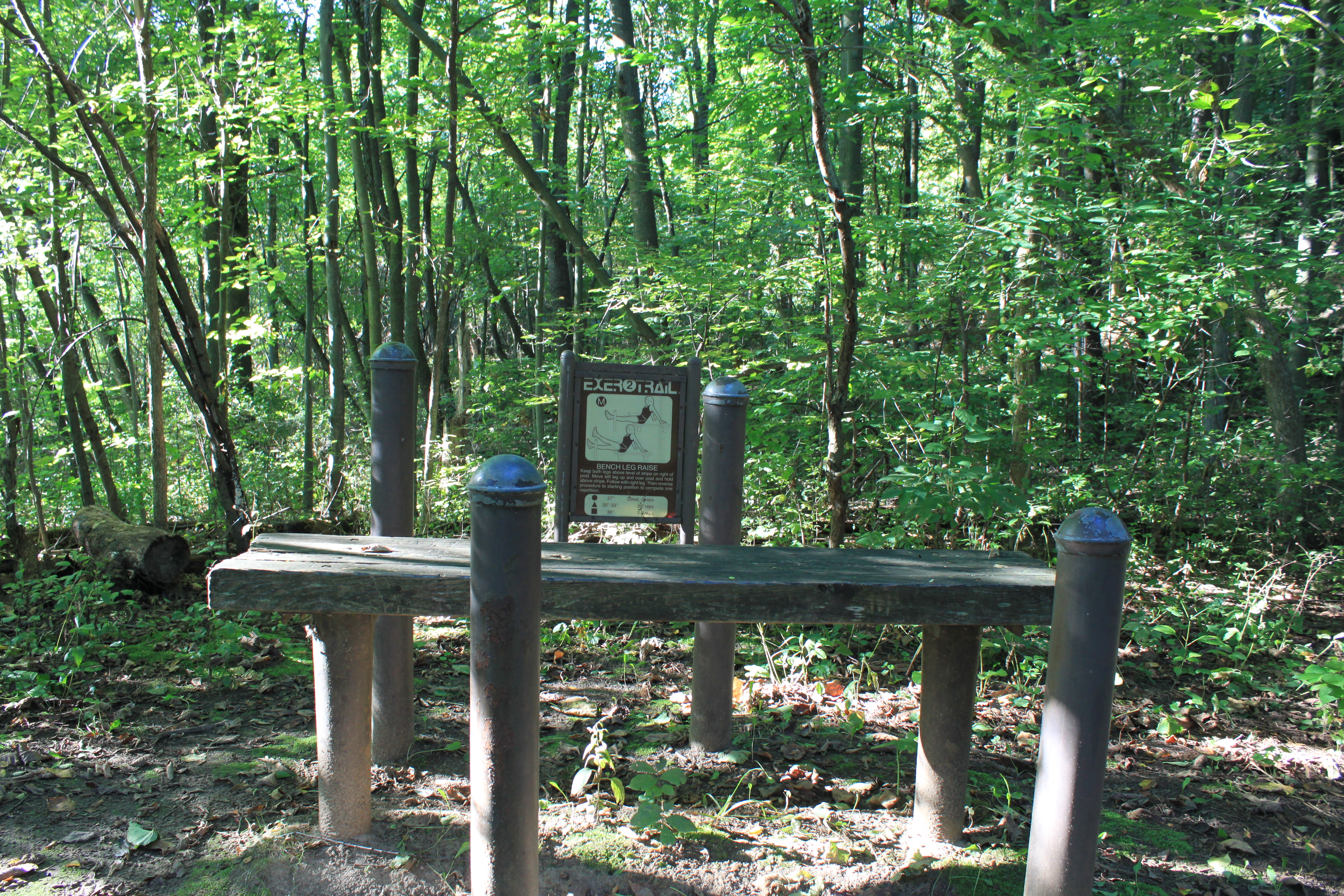
Ypsilanti Charter Township, Michigan的健身步道

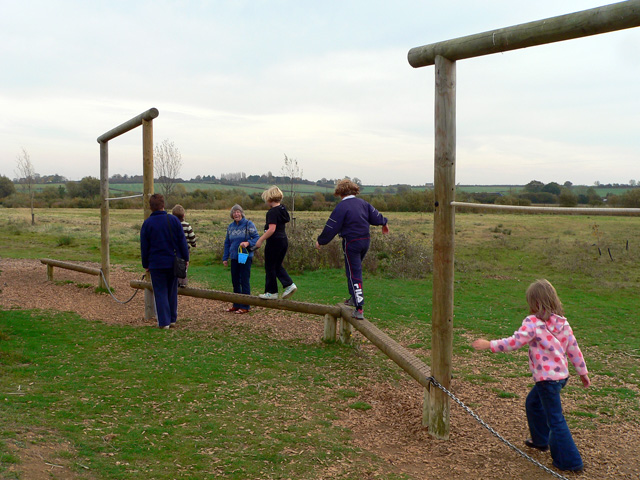
英国Stanwick Lakes的平衡木

健身步道是指一条沿途安装有户外健身器材或障碍物的道路，用于體育锻炼以促进身體健康。一般来说，健身步道可以是自然形成或人造的，它位于森林、公园或城市等区域。障礙物包括可攀登的岩石、树木和河堤；健身器材則可以提供特定形式的锻炼。